# Bob Mintzer
Bob Mintzer (New Rochelle, Nova Iorque, 27 de janeiro de 1953) é um saxofonista de jazz, compositor, arranjador e líder de big band em Los Angeles. 